# Kościół św. Bazylego w Mqabbie
Kościół Świętego Bazylego (malt. Il-knisja ta' San Bażilju, ang. St Basil's Church) – rzymskokatolicki średniowieczny kościół w Mqabbie na Malcie. Jest to jedyny budynek kościoła na Malcie dedykowany św. Bazylemu Wielkiemu. Do kościoła z lewej strony przylega kaplica św. Archanioła Michała, zaś z prawej stara zakrystia.

## Historia
Kościół ten, jeden z najstarszych na Malcie, zbudowany został między rokiem 1486 a 1515; w tym czasie był powiększany trzykrotnie. Dzisiejszy wygląd pochodzi z roku 1515, upamiętnione jest to datą ponad głównym obrazem kościoła. W roku 1575, podczas swojej wizyty apostolskiej na Malcie, świątynię odwiedził Mons. Pietro Dusina; określił on ją wtedy jako największy kościół w Mqabbie, posiadający ołtarz z obrazem ponad nim, oraz drewniane drzwi. W roku 1598 kościół pełnił rolę  parafialnego wioski Mqabba, był wtedy czasowo pod wezwaniem Matki Bożej. W roku 1680 biskup Miguel Jerónimo de Molina wizytował kościół i skomentował, że jest on bardzo ważny dla miejscowych ludzi, i że jest to główny kościół w wiosce. W roku 1675, kiedy zaraza spustoszyła Maltę, ofiary choroby grzebane były zarówno wewnątrz, jak i na zewnątrz kościoła, gdzie dziś jest dziedziniec z przodu, pokryty betonem. Podczas II wojny światowej, w rezultacie zbombardowania kościoła parafialnego, kościół św. Bazylego raz jeszcze stał się kościołem parafialnym. Kościół został odnowiony w roku 2007 dzięki staraniom Dun Nazzarena Caruany, i dzięki wsparciu finansowemu ministra architektury Ninu Zammita.

## Architektura
Architektonicznie świątynia jest prawdziwie średniowiecznym klejnotem. Fasada jest prosta. Małe prostokątne drzwi umieszczone są centralnie, nad nimi znajduje się rodzaj płytkiego gzymsu w formie łuku, końcami sięgającego połowy wysokości drzwi. Po lewej stronie drzwi prostokątne zakratowane okno z wydatnym parapetem, po prawej zaś - szeroka wystająca płyta, mogąca służyć za ławę. Nad gzymsem okrągły oculus z kamienną rozetą. Na szczycie elewacji jest dzwonnica bell-cot z jednym dzwonem, zwieńczona kamiennym krzyżem.

## Wnętrze
We wnętrzu znajduje się kilka łuków ostrych,  typowych dla architektury średniowiecznych kościołów. Znajduje się tam jeden ołtarz. Obraz nad głównym ołtarzem datowany jest na rok 1677, jednak nie ma on żadnej wartości artystycznej. Przedstawia Boga Ojca, św. Józefa, Maryję z Jezusem, oraz biedne dusze ze św. Bazylim i św. Rochem. Data roczna 1515, umieszczona ponad obrazem, upamiętnia poświęcenie kościoła.

## Ochrona dziedzictwa kulturowego
Od 27 września 2013 kościół jest umieszczony w National Inventory of the Cultural Property of the Maltese Islands pod numerem 1855.